# Maximilian Glaß
Franz Jacob Maximilian Ludwig Glaß (* 30. Dezember 1816 in Ansbach; † 25. Mai 1855 in Landau) war ein deutscher Jurist und Mitglied der Frankfurter Nationalversammlung.

## Leben
Glaß studierte Jura in München und Heidelberg, wo er promoviert wurde. Danach ließ er sich 1843 als Rechtsanwalt in Landau nieder. Für den sechsten pfälzischen Wahlkreis Landau wurde er im April 1848, als einziger Nichtpfälzer unter den Abgeordneten, in die Frankfurter Paulskirche gewählt. Dort war er der jüngste der 10 pfälzischen Parlamentarier. Er schloss sich der Fraktion Westendhall an.
Im Herbst 1848 wurde Glaß wegen seines Abstimmungsverhaltens von anderen Abgeordneten und auch in
der Presse kritisiert. Er hatte, wie auch Stockinger, für die provisorische Zentralgewalt und Annexion Posens gestimmt. Die anderen Pfälzer hatten unter Protest den Saal verlassen. Seine Wähler empörten sich gegen ihn und zwangen ihn am 5. September zum Mandatsverzicht. Die Wahlmänner entsandten keinen der beiden Ersatzkandidaten, sondern wählten August Culmann als Nachfolger für das Parlament. Glaß arbeitete von 1849 bis zu seinem Tode als Untersuchungsrichter am Bezirksgericht Landau.

## Familie
Seine Eltern waren der Rechnungskommissär Joh. Georg Glaß und Anna Dorothea
Oether; der Abgeordnete war mit Julie Eckardt verheiratet.